# Kolmården Adventures
Kolmården Adventures är en multisportförening med hemvist i skogarna norr om Norrköping.
Föreningens främsta tävlingsmeriter är:
- Totaltvåa i Svenska Cupen 2003
- Nordiska mästare i herrklassen 2006
- Tvåa i nordiska mästerskapen i mixklassen 2007

Kolmården Adventures (KA) är en ideell idrottsförening vars främsta syfte är att under trevliga former bedriva friluftslivssporter. Föreningen grundades 2001 och har idag ca 30 medlemmar.